# Vicenza Volley 2005-2006
Questa voce raccoglie le informazioni riguardanti il Vicenza Volley nelle competizioni ufficiali della stagione 2005-2006.

## Stagione
La stagione 2005-06 è per il Vicenza Volley, sponsorizzata dalla Minetti Infoplus, l'ottava consecutiva in Serie A1: sulla panchina viene chiamata Manuela Benelli, mentre buona parte della rosa viene confermata; tra le principali novità l'arrivo di Katarzyna Skowrońska, Miyuki Takahashi e Valentina Arrighetti, mentre tra le partenze figurano quelle di Riikka Lehtonen, Frauke Dirickx ed Isabella Zilio.
Il campionato si apre con due vittorie consecutive, mentre la prima sconfitta arriva alla terza giornata, in casa, contro il Robursport Volley Pesaro: il resto del girone d'andata è caratterizzato da successi in trasferta e gare perse in casa, per poi concludersi con due sconfitte consecutive ed il settimo posto in classifica. Il girone di ritorno si apre con lo stop contro il Chieri Volley e poi la sconfitta contro l'Airone: dopo una nuova sconfitta contro la formazione di Pesaro, seguono tre vittorie consecutive; nelle ultime cinque giornate il Vicenza Volley riesce a raccogliere un solo successo contro lo Start Volley Arzano: la regular season si conclude con il settimo posto in classifica. La corsa nei play-off scudetto si conclude già ai quarti di finale, con la sconfitta in entrambe le gare dal Volley Bergamo.
L'uscita ai quarti di finale dei play-off scudetto permette al club di Vicenza di partecipare alla Coppa di Lega: nella fase a girone vince una gara contro il Volley 2002 Forlì, ma perde quella contro il Chieri Volley, chiudendo il proprio girone al secondo posto, non riuscendo a qualificarsi per la finale.
Tutte le squadre partecipanti alla Serie A1 2005-06 sono qualificate di diritto alla Coppa Italia: il Vicenza Volley parte dagli ottavi di finale dove supera sia nella gara di andata che in quella di ritorno il Volley 2002 Forlì, per venire poi eliminata ai quarti di finale dal Robursport Volley Pesaro, perdendo la sfida di andata e quella di ritorno.

## Organigramma societario
Area direttiva
- Presidente: Giovanni Coviello

Area tecnica
- Allenatore: Manuela Benelli
- Allenatore in seconda: Paolo Zambolin

Area sanitaria
- Medico: Francesco Barcaro
- Preparatore atletico: Terry Rosini
- Fisioterapista: Antonio Acquafredda

## Rosa
| N° | Nome                  | Ruolo | Data di nascita  | Nazionalità sportiva |
| -- | --------------------- | ----- | ---------------- | -------------------- |
| 1  | Sanja Starović        | S/O   | 25 marzo 1983    | Serbia               |
| 1  | Michela Squizzato     | P     | 16 maggio 1987   | Italia               |
| 2  | Valentina Arrighetti  | C     | 26 gennaio 1985  | Italia               |
| 3  | Ivana Ðerisilo        | S/O   | 8 agosto 1983    | Serbia               |
| 5  | Magdalena Szryniawska | P     | 17 novembre 1969 | Polonia              |
| 6  | Monique Adams         | S     | 7 febbraio 1980  | Stati Uniti          |
| 7  | Stefania Dall'Igna    | P     | 22 ottobre 1984  | Italia               |
| 8  | Valentina Borrelli    | S     | 30 ottobre 1978  | Italia               |
| 9  | Alessandra Crozzolin  | C     | 8 dicembre 1977  | Italia               |
| 10 | Giusy Astarita        | C     | 18 aprile 1988   | Italia               |
| 11 | Miyuki Takahashi      | S     | 25 dicembre 1978 | Giappone             |
| 12 | Giada Marchioron      | S/O   | 1º agosto 1987   | Italia               |
| 13 | Katarzyna Skowrońska  | S     | 30 giugno 1983   | Polonia              |
| 14 | Ilaria Antonucci      | S     | 26 giugno 1987   | Italia               |
| 15 | Stefania Paccagnella  | C     | 3 agosto 1973    | Italia               |
| 16 | Valentina Tirozzi     | S     | 26 marzo 1986    | Italia               |
| 17 | Monica De Gennaro     | L     | 8 gennaio 1987   | Italia               |
| 18 | Valentina Bedin       | S     | 4 agosto 1985    | Italia               |
| 18 | Marilyn Strobbe       | C     | 11 febbraio 1989 | Italia               |

## Mercato
| Acquisti | Acquisti             | Acquisti        | Acquisti   |
| R.       | Nome                 | da              | Modalità   |
| -------- | -------------------- | --------------- | ---------- |
| S        | Monique Adams        | ?               | definitivo |
| C        | Valentina Arrighetti | Cavazzale       | definitivo |
| L        | Valentina Bedin      | ASP Albignasego | definitivo |
| C        | Alessandra Crozzolin | Club Padova     | definitivo |
| S        | Katarzyna Skowrońska | PTPS            | definitivo |
| P        | Michela Squizzato    | ?               | definitivo |
| S        | Miyuki Takahashi     | NEC Red Rockets | definitivo |

| Cessioni | Cessioni          | Cessioni           | Cessioni   |
| R.       | Nome              | a                  | Modalità   |
| -------- | ----------------- | ------------------ | ---------- |
| S        | Monique Adams     | ?                  | definitivo |
| S/O      | Andrea Conti      | Collecchio         | definitivo |
| P        | Frauke Dirickx    | CAV Murcia         | definitivo |
| S        | Patricia Labee    | ?                  | definitivo |
| S        | Riikka Lehtonen   | Bergamo            | definitivo |
| C        | Liesbeth Mouha    | Arzano             | definitivo |
| C        | Simona Norato     | ?                  | definitivo |
| S/O      | Sanja Starović    | Castelfidardo      | definitivo |
| S        | Valentina Tirozzi | Villanterio        | definitivo |
| L        | Isabella Zilio    | Giannino Pieralisi | definitivo |

## Risultati

### Serie A1

#### Girone di andata
| 1ª giornata - 9 ottobre 2005 Palasport Città di Vicenza, Vicenza   | Vicenza       | 3 - 2 | Chieri             | 25-20, 19-25, 25-22, 22-25, 15-8  |
| 2ª giornata - 12 ottobre 2005 PalaITC, Tortolì                     | Airone        | 1 - 3 | Vicenza            | 25-27, 25-20, 16-25, 21-25        |
| 3ª giornata - 16 ottobre 2005 Palasport Città di Vicenza, Vicenza  | Vicenza       | 1 - 3 | Robursport Pesaro  | 25-22, 30-32, 26-28, 26-28        |
| 4ª giornata - 30 ottobre 2005 PalaCooper, Santeramo in Colle       | Santeramo     | 1 - 3 | Vicenza            | 20-25, 14-25, 25-15, 15-25        |
| 5ª giornata - 6 novembre 2005 Palasport Città di Vicenza, Vicenza  | Vicenza       | 1 - 3 | Club Padova        | 25-23, 12-25, 23-25, 23-25        |
| 6ª giornata - 27 novembre 2005 PalaGalassi, Forlì                  | Forlì         | 2 - 3 | Vicenza            | 23-25, 16-25, 25-23, 25-20, 13-15 |
| 7ª giornata - 4 dicembre 2005 PalaEvangelisti, Perugia             | Sirio Perugia | 2 - 3 | Vicenza            | 20-25, 25-19, 19-25, 25-17, 13-15 |
| 8ª giornata - 11 dicembre 2005 Palasport Città di Vicenza, Vicenza | Vicenza       | 1 - 3 | Asystel            | 25-15, 21-25, 18-25, 21-25        |
| 9ª giornata - 17 dicembre 2005 PalaCasoria, Casoria                | Arzano        | 1 - 3 | Vicenza            | 17-25, 25-22, 21-25, 16-25        |
| 10ª giornata - 8 gennaio 2006 Palasport Città di Vicenza, Vicenza  | Vicenza       | 0 - 3 | Giannino Pieralisi | 22-25, 21-25, 23-25               |
| 11ª giornata - 14 gennaio 2006 PalaNorda, Bergamo                  | Bergamo       | 3 - 1 | Vicenza            | 22-25, 25-17, 26-24, 25-20        |

#### Girone di ritorno
| 12ª giornata - 22 gennaio 2006 PalaMaddalene, Chieri                | Chieri             | 3 - 1 | Vicenza       | 25-20, 25-23, 18-25, 25-18 |
| 13ª giornata - 25 gennaio 2006 Palasport Città di Vicenza, Vicenza  | Vicenza            | 3 - 0 | Airone        | 25-18, 25-17, 25-18        |
| 14ª giornata - 29 gennaio 2006 PalaDionigi, Sant'Angelo in Lizzola  | Robursport Pesaro  | 3 - 1 | Vicenza       | 22-25, 25-22, 25-18, 25-20 |
| 15ª giornata - 5 febbraio 2006 Palasport Città di Vicenza, Vicenza  | Vicenza            | 3 - 0 | Santeramo     | 25-17, 25-21, 25-18        |
| 16ª giornata - 19 febbraio 2006 PalaArcella, Padova                 | Club Padova        | 1 - 3 | Vicenza       | 16-25, 20-25, 25-21, 22-25 |
| 17ª giornata - 26 febbraio 2006 Palasport Città di Vicenza, Vicenza | Vicenza            | 3 - 1 | Forlì         | 25-23, 19-25, 25-23, 25-21 |
| 18ª giornata - 5 marzo 2006 Palasport Città di Vicenza, Vicenza     | Vicenza            | 0 - 3 | Sirio Perugia | 21-25, 22-25, 22-25        |
| 19ª giornata - 8 marzo 2006 PalaDalLago, Novara                     | Asystel            | 3 - 0 | Vicenza       | 25-19, 25-16, 25-17        |
| 20ª giornata - 19 marzo 2006 Palasport Città di Vicenza, Vicenza    | Vicenza            | 3 - 0 | Arzano        | 25-15, 25-13, 25-23        |
| 21ª giornata - 26 marzo 2006 PalaTriccoli, Jesi                     | Giannino Pieralisi | 3 - 1 | Vicenza       | 25-23, 25-23, 25-27, 25-21 |
| 22ª giornata - 2 aprile 2006 Palasport Città di Vicenza, Vicenza    | Vicenza            | 0 - 3 | Bergamo       | 15-25, 25-27, 18-25        |

#### Play-off scudetto
| Quarti di finale (gara 1) - 5 aprile 2006 PalaNorda, Bergamo                  | Bergamo | 3 - 0 | Vicenza | 25-20, 25-23, 25-18        |
| Quarti di finale (gara 2) - 9 aprile 2006 Palasport Città di Vicenza, Vicenza | Vicenza | 1 - 3 | Bergamo | 25-20, 21-25, 21-25, 22-25 |

### Coppa Italia

#### Fase a eliminazione diretta
| Ottavi di finale (andata) - 1º novembre 2005 PalaCooper, Santeramo in Colle      | Santeramo         | 1 - 3 | Vicenza           | 17-25, 25-21, 20-25, 18-25 |
| Ottavi di finale (ritorno) - 9 dicembre 2005 Palasport Città di Vicenza, Vicenza | Vicenza           | 3 - 1 | Santeramo         | 25-22, 22-25, 25-20, 25-21 |
| Quarti di finale (andata) - 1º febbraio 2006 Palasport Città di Vicenza, Vicenza | Vicenza           | 0 - 3 | Robursport Pesaro | 20-25, 20-25, 24-26        |
| Quarti di finale (ritorno) - 8 febbraio 2006 PalaDionigi, Sant'Angelo in Lizzola | Robursport Pesaro | 3 - 0 | Vicenza           | 25-23, 25-21, 25-23        |

### Coppa di Lega

#### Fase a gironi
| 1ª giornata - 19 aprile 2006 Palasport Città di Vicenza, Vicenza | Vicenza | 3 - 0 | Forlì   | 25-21, 25-18, 25-19 |
| 2ª giornata - 22 aprile 2006 PalaMaddalene, Chieri               | Chieri  | 3 - 0 | Vicenza | 25-19, 25-27, 25-17 |

## Statistiche

### Statistiche di squadra
| Competizione  | Punti | In casa | In casa | In casa | In trasferta | In trasferta | In trasferta | Totale | Totale | Totale |
| Competizione  | Punti | G       | V       | P       | G            | V            | P            | G      | V      | P      |
| ------------- | ----- | ------- | ------- | ------- | ------------ | ------------ | ------------ | ------ | ------ | ------ |
| Serie A1      | 30    | 12      | 5       | 7       | 12           | 6            | 6            | 24     | 11     | 13     |
| Coppa Italia  | -     | 2       | 1       | 1       | 2            | 1            | 1            | 4      | 2      | 2      |
| Coppa di Lega | 3     | 1       | 1       | 0       | 1            | 0            | 1            | 2      | 1      | 1      |
| Totale        | -     | 15      | 7       | 8       | 15           | 7            | 8            | 30     | 14     | 16     |

G = partite giocate; V = partite vinte; P = partite perse

### Statistiche dei giocatori
| Giocatore      | Serie A1 | Serie A1 | Serie A1 | Serie A1 | Serie A1 | Coppa Italia | Coppa Italia | Coppa Italia | Coppa Italia | Coppa Italia | Coppa di Lega | Coppa di Lega | Coppa di Lega | Coppa di Lega | Coppa di Lega | Totale | Totale | Totale | Totale | Totale |
| Giocatore      | P        | PT       | AV       | MV       | BV       | P            | PT           | AV           | MV           | BV           | P             | PT            | AV            | MV            | BV            | P      | PT     | AV     | MV     | BV     |
| -------------- | -------- | -------- | -------- | -------- | -------- | ------------ | ------------ | ------------ | ------------ | ------------ | ------------- | ------------- | ------------- | ------------- | ------------- | ------ | ------ | ------ | ------ | ------ |
| M. Adams       | 9        | 48       | 38       | 8        | 2        | 2            | 16           | 15           | 1            | 0            | -             | -             | -             | -             | -             | 11     | 64     | 53     | 9      | 2      |
| I. Antonucci   | 1        | 0        | 0        | 0        | 0        | 0            | 0            | 0            | 0            | 0            | 0             | 0             | 0             | 0             | 0             | 1      | 0      | 0      | 0      | 0      |
| V. Arrighetti  | 24       | 211      | 171      | 30       | 10       | 4            | 42           | 33           | 7            | 2            | 2             | 20            | 15            | 4             | 1             | 30     | 273    | 219    | 41     | 13     |
| G. Astarita    | 1        | 2        | 2        | 0        | 0        | 0            | 0            | 0            | 0            | 0            | 0             | 0             | 0             | 0             | 0             | 1      | 2      | 2      | 0      | 0      |
| V. Bedin       | -        | -        | -        | -        | -        | 2            | 0            | 0            | 0            | 0            | 1             | 0             | 0             | 0             | 0             | 3      | 0      | 0      | 0      | 0      |
| V. Borrelli    | 24       | 289      | 234      | 40       | 15       | 4            | 30           | 28           | 1            | 1            | 2             | 22            | 18            | 3             | 1             | 30     | 341    | 280    | 44     | 17     |
| A. Crozzolin   | -        | -        | -        | -        | -        | -            | -            | -            | -            | -            | -             | -             | -             | -             | -             | -      | -      | -      | -      | -      |
| S. Dall'Igna   | 20       | 17       | 4        | 13       | 0        | 3            | 1            | 0            | 0            | 1            | 2             | 2             | 2             | 0             | 0             | 25     | 20     | 6      | 13     | 1      |
| M. De Gennaro  | 24       | -        | -        | -        | -        | 4            | -            | -            | -            | -            | 2             | -             | -             | -             | -             | 30     | -      | -      | -      | -      |
| I. Ðerisilo    | 24       | 260      | 235      | 14       | 11       | 4            | 42           | 33           | 7            | 2            | 2             | 23            | 22            | 0             | 1             | 30     | 325    | 290    | 21     | 14     |
| G. Marchiron   | -        | -        | -        | -        | -        | 2            | 4            | 4            | 0            | 0            | 0             | 0             | 0             | 0             | 0             | 2      | 4      | 4      | 0      | 0      |
| S. Paccagnella | 24       | 260      | 215      | 34       | 11       | 4            | 32           | 25           | 3            | 4            | 2             | 15            | 13            | 1             | 1             | 30     | 307    | 253    | 38     | 16     |
| K. Skowrońska  | 21       | 208      | 181      | 15       | 12       | 4            | 48           | 38           | 2            | 8            | 2             | 13            | 11            | 2             | 0             | 27     | 269    | 230    | 19     | 20     |
| M. Strobbe     | -        | -        | -        | -        | -        | 1            | 2            | 2            | 0            | 0            | -             | -             | -             | -             | -             | 1      | 2      | 2      | 0      | 0      |
| M. Squinzato   | -        | -        | -        | -        | -        | -            | -            | -            | -            | -            | -             | -             | -             | -             | -             | -      | -      | -      | -      | -      |
| M. Szryniawska | 15       | 40       | 24       | 9        | 7        | 4            | 9            | 4            | 5            | 0            | -             | -             | -             | -             | -             | 19     | 49     | 28     | 14     | 7      |
| S. Starović    | 5        | 5        | 3        | 2        | 0        | 2            | 1            | 1            | 0            | 0            | -             | -             | -             | -             | -             | 7      | 6      | 4      | 2      | 0      |
| M. Takahashi   | 23       | 187      | 170      | 8        | 9        | 4            | 29           | 28           | 1            | 0            | 1             | 9             | 9             | 0             | 0             | 28     | 225    | 207    | 9      | 9      |
| V. Tirozzi     | -        | -        | -        | -        | -        | -            | -            | -            | -            | -            | -             | -             | -             | -             | -             | -      | -      | -      | -      | -      |

P = presenze; PT = punti totali; AV = attacchi vincenti; MV = muri vincenti; BV = battute vincenti